# Степное (Немецкий национальный район)
Степное — упразднённое село в Немецком национальном районе Алтайского края. Ликвидировано в 1956 г., население переселено в село Гришковка.

## География
Село располагалось в 5 км к северо-западу от села Гришковка.

## История
Основано в 1909 году переселенцами из Екатеринославской губернии. До 1917 года меннонистское село Орловской волости Барнаульского уезда Томской губернии. Община братских меннонитов входила в состав общины Марковка. С 1926 центр сельсовета. Колхоз им. Калинина. С 1950 года отделение колхоза им. Молотова. В 1956 г. в связи с ликвидацией неперспективных сел жителей переселяют в Гришковку.

## Население[1]
| Год     | 1911 | 1926 |
| ------- | ---- | ---- |
| Человек | 217  | 233  |